# 唐家港
唐家港，全稱：唐家港陸島交通客貨運碼頭，是位於中國大陸廣東省珠海市的一個港口，有一個跨市渡輪客運碼頭及貨運碼頭。唐家港位於珠海高新技術產業開發區，興建工程於2019年展開，主體工程於2022年4月竣工，原定2023年7月1日正式試航，現延期正至另行通知。

## 歷史
2019年10月，珠海唐家港陸島交通客貨運碼頭工程正式開工建設，水工主體結構已建成並於2022年4月交工驗收。2022年7月下旬，鶴洲新區籌備組回饋，碼頭已完成交工驗收，並正在進行加快辦理竣工驗收手續。臨時客運站建設基本完成，處於內部裝修階段，後續將根據市場需求及疫情防控要求，研究開通唐家港至深圳蛇口航班的具體計劃。碼頭為一個1,000噸級多用途泊位和1個1,000噸級客運泊位，碼頭總長200m，寬25m。碼頭結構為高樁梁板式。
2022年9月6日，唐家港陸島交通客貨運碼頭硬體設施建設已基本完成，航線運營手續當時在辦理中，當時計劃爭取於同年12月能具備開通往返深圳蛇口和深圳機場航線。
2022年11月下旬，珠海市政府12345熱線表示，唐家港碼頭當時正在加快辦理竣工驗收手續，後續將根據手續辦理進度、航班市場需求及省、市疫情防控要求，按計劃於同年年底開通唐家港至深圳蛇口港及機場航班。
2023年1月9日，據珠海市民服務熱線「12345」回覆表示，唐家港已具備通航條件，當時正在與部隊協調相關事宜。但由於唐家港與香山海洋科技港、解放軍部隊唐家營區同處於一片十分相近的海灣，港口通航會否有安全涉密問題，可能是需要協調的部分。
2023年2月23日，據中國大陸當地媒體報道，唐家港現場的硬體、指引牌、售票廳等已全部準備就緒，項目正向珠海海事局報批待手續通過，就可正式通航。《珠海特區報》日前報道，唐家港計劃於同年上半年開通唐家港至深圳機場、蛇口航線。同時，未來還將開通珠海至廣州、中山的航線，將進一步打通粵港澳大灣區東西兩岸水路通道，加強大灣區城市群的互聯互通，構建快速通達的水上交通網絡，加快珠海海島旅遊產業發展。
2023年7月1日，客運碼頭原定正式試航，包括開通一條往返深圳市蛇口郵輪中心及兩條海島航線（唐家港-東澳島-大萬山島、唐家港-桂山島-外伶仃島）。據了解，從唐家港碼頭前往深圳蛇口港約40分鐘航程，前往萬山群島約70分鐘航程。試航期間（7月1日至8月31日），乘坐唐家港前往萬山海島的航班可享受「買去程送回程」優惠（回程票和去程票目的港相同，回程票9月10日前有效）。但唐家港微信公眾號於2023年6月28日傍晚發出通知，指由於航道技术原因，唐家港码头原定7月1日的试航计划推迟，具体试航时间另行通知。

## 航線

### 計劃中的航線
- 唐家港 ↔ 深圳市蛇口郵輪中心
- 唐家港↔ 深圳市深圳機場碼頭
- 唐家港↔ 中山港
- 唐家港↔ 廣州市

### 現役船隊
- 「惠嘉華星」：可承載288名乘客，航速每小時27海里，於2022年10月起進行試航，為「廣東萬山群島旅遊發展有限公司」旗下船隻[6]。